# Mogotcha
Mogotcha (en russe : Могоча) est une ville du kraï de Transbaïkalie, en Russie, et le centre administratif du raïon de Mogotcha. Sa population s'élevait à 13 076 habitants en 2019.

## Géographie
Mogotcha se trouve à la confluence des rivières Mogotcha et Amazar, à 462 km au nord-est de Tchita et à 4 966 km à l'est de Moscou.

## Histoire
Mogotcha fut créée en 1910. La majeure partie de sa population, originaire de la partie européenne de l'Empire russe puis de l'Union soviétique, est venue travailler pour le chemin de fer Transsibérien ou dans les mines d'or à partir des années 1930. En 1938, Mogotcha accéda au statut de commune urbaine et en 1950 à celui de ville.
En raison des difficultés économiques, un tiers de la population a quitté la ville au cours des dernières années. De 17 847 habitants en 1989, la population est tombée à 13 382 en 2002. Dans le même temps, des citoyens chinois et des entreprises chinoises se sont implantés dans la région.

## Population
Recensements (*) ou estimations de la population
| 1917  | 1922  | 1959*  | 1970*  | 1979*  | 1989*  | 2002*  | 2010*  |
| ----- | ----- | ------ | ------ | ------ | ------ | ------ | ------ |
| 1 780 | 3 962 | 14 652 | 17 884 | 17 766 | 17 847 | 13 282 | 13 258 |

| 2012   | 2013   | 2014   | 2015   | 2016   | 2017   | 2018   | 2019   |
| ------ | ------ | ------ | ------ | ------ | ------ | ------ | ------ |
| 13 422 | 13 626 | 13 697 | 13 640 | 13 526 | 13 442 | 13 285 | 13 076 |

## Transports
Mogotcha se trouve sur la ligne de chemin de fer Transsibérien, au kilomètre 6906 à l'est de Moscou.